# Schubert M. Ogden

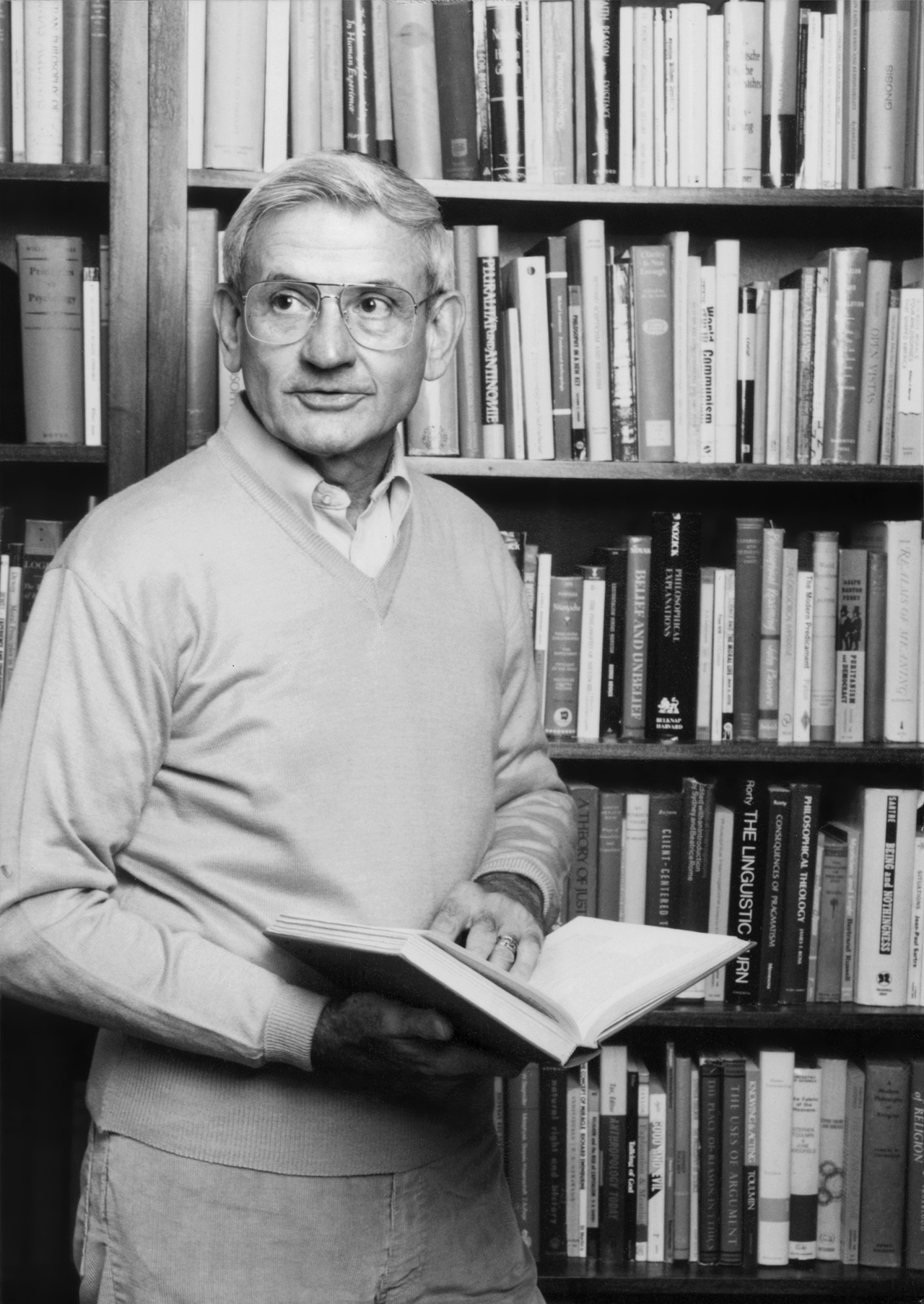
Schubert M. Ogden (1991)

Schubert Miles Ogden (* 2. März 1928 in Cincinnati, Ohio; † 6. Juni 2019 in Louisville, Colorado) war ein US-amerikanischer methodistischer Theologe an der Southern Methodist University.

## Leben und Wirken
Ogden erwarb 1950 an der Ohio Wesleyan University einen Bachelor, studierte kurze Zeit an der Johns Hopkins University, erwarb an der University of Chicago 1954 einen Bachelor und 1958 einen Ph.D. Ein Guggenheim-Stipendium führte ihn 1962/63 an die Philipps-Universität Marburg.
1952 wurde Ogden als Diakon der Ohio Conference of the Methodist Church ordiniert, 1958 als Elder, ein Priesteramt der methodistischen Kirche.
Ab 1956, also noch vor seiner Promotion, gehörte er zum Lehrkörper der Southern Methodist University (SMU) in Dallas, Texas. 1958 wurde er Assistant Professor, 1961 Associate Professor und 1964 erhielt er eine ordentliche Professur. Ab 1969 hatte er eine Professur an der University of Chicago inne, bevor er 1972 an die SMU zurückkehrte, wo er bis zu seinem Eintritt in den Ruhestand 1993 verblieb.
Ogden gilt als wichtiger Vertreter der Prozesstheologie. Er entwickelte seine Lehren im Kontext der Schriften von Rudolf Bultmann und Charles Hartshorne. Ogden hat sich um den interreligiösen Dialog zwischen Christentum und Buddhismus verdient gemacht.
Schubert Ogden war seit 1950 mit Joyce Ellen Schwettmann verheiratet. Beide waren regelmäßige Kirchgänger, sie hatten zwei Kinder.

## Auszeichnungen (Auswahl)
- 1962 Guggenheim-Stipendium[2]
- 1965 Ehrendoktorat der Ohio Wesleyan University
- 1976/77 Präsident der American Academy of Religion
- 1983 Ehrendoktorat der University of Chicago
- 1985 Mitglied der American Academy of Arts and Sciences[3][4]
- 1994 Ehrendoktorat der Southern Methodist University[1]

## Schriften (Auswahl)
- Christ Without Myth, Harper and Brothers, 1961.
- The Reality of God, 1966.
  - Die Realität Gottes (übersetzt von Käthe Gregor Smith), Zwingli, Zürich, 1970.
- Faith and Freedom: Toward a Theology of Liberation, 1979.
- Als Herausgeber und Übersetzer: Rudolf Bultmann: New Testament and mythology and other basic writings, Fortress Press, Philadelphia, 1984. ISBN 978-0-8006-0727-2
- The Understanding of Christian Faith
  - Den christlichen Glauben verstehen, Vandenhoeck & Ruprecht, Göttingen 2014. ISBN 978-3-647-59361-6
- To Preach the Truth: Selected Sermons and Homilies, 2015.
- Notebooks, 2018.

Weiter Schriften umfassen The Point of Christology, Doing Theology Today und To Teach the Truth: Selected Courses and Seminars.